# Gjesing Ringvej
 Gjesing Ringvej  er en tosporet ringvej gennem bydelen Gjesing i det nordlige Esbjerg.
Den er med til at fordele trafikken fra Esbjerg Storcenter og erhvervsområdet ved centeret, der skal ud til Vestvejen (sekundærrute 463) der går mod Billum, primærrute 12 der går mod Herning og Esbjergmotorvejen E20 ved tilslutningsanlægget 75 Esbjerg N der går mod Kolding, Esbjerg Centrum og Esbjerg Havn. 
Vejen forbinder Kjersing Ringvej øst med Sædding Ringvej i vest.